# Marco Vetúrio Crasso Cicurino
Marco Vetúrio Crasso Cicurino (em latim: Marcus Veturius Crassus Cicurinus) foi um político da gente Vetúria nos primeiros anos da República Romana eleito tribuno consular em 399 a.C..

## Primeiro tribunato consular (399 a.C.)
Em 399, foi eleito tribuno consular com Lúcio Atílio Prisco, Caio Duílio Longo, Cneu Genúcio Augurino, Marco Pompônio Rufo e Volerão Publílio Filão. Lívio nomeia um "Cn. Duillium" ("Cneu") ao invés de um "G. Duillium" ("Caio"). Marco Vetúrio foi o único patrício eleito neste ano.
Durante o cerco a Veios, registrou-se um súbito influxo de guerreiros capenatos e faliscos, que atacaram de surpresa as forças romanas que cercavam a cidade. Porém, lembrando do desastre provocado pela falta de cooperação entre os tribunos consulares Mânio Sérgio Fidenato e Lúcio Vergínio Tricosto Esquilino (em 402 a.C.), os tribunos rapidamente organizaram juntos uma contra-ofensiva que colocou o inimigo em fuga.